# Oster (Odeborn)
Die Oster im Rothaargebirge ist ein ca. 4,4 km langer, orographisch linker Zufluss der Odeborn im Hochsauerlandkreis in Nordrhein-Westfalen.

## Verlauf
Die Oster entspringt etwa 680 m südöstlich vom Gipfel des Freien Stuhls und ca. 350 m nordwestlich des Osterkopfes im sogenannten Bösen Holz auf etwa 686 m. ü. NHN. Der Bach verläuft zunächst in südwestlicher Richtung durch dichten Laubwald. Etwa 500 m bachabwärts durchquert die Oster eine Wiese und wendet sich nach Süden. Nach ca. 1 km mündet linksseitig der Bach Schneidersgraben ein. Ab hier wendet sich die Oster wieder nach Südwesten, wobei im weiteren Verlauf nach ca. 1,7 km der Klebebach rechtsseitig einmündet. Durch Weidewiesen verlaufend erreicht die Oster nach ca. 3,7 km den Ort Girkhausen, in dem sie schließlich in der unmittelbaren Nähe der historischen Kirche linksseitig in die Odeborn einmündet.

## Natur und Umwelt
Die Oster entspringt in dichtem Laubwald. Zum größten Teil verläuft der Bach jedoch durch bewirtschaftete Wiesen und Weiden. Im gesamten Verlauf liegt die Oster im 991 ha großen Naturschutzgebiet Bergland Wittgenstein (SI-089), das aus drei Teilflächen besteht und im Jahr 2004 unter der Schlüsselnummer SI-089 unter Naturschutz gestellt wurde. Das Naturschutzgebiet erstreckt sich nordöstlich der Kernstadt Bad Berleburg und südwestlich von Züschen, einem Stadtteil von Winterberg im Hochsauerlandkreis.

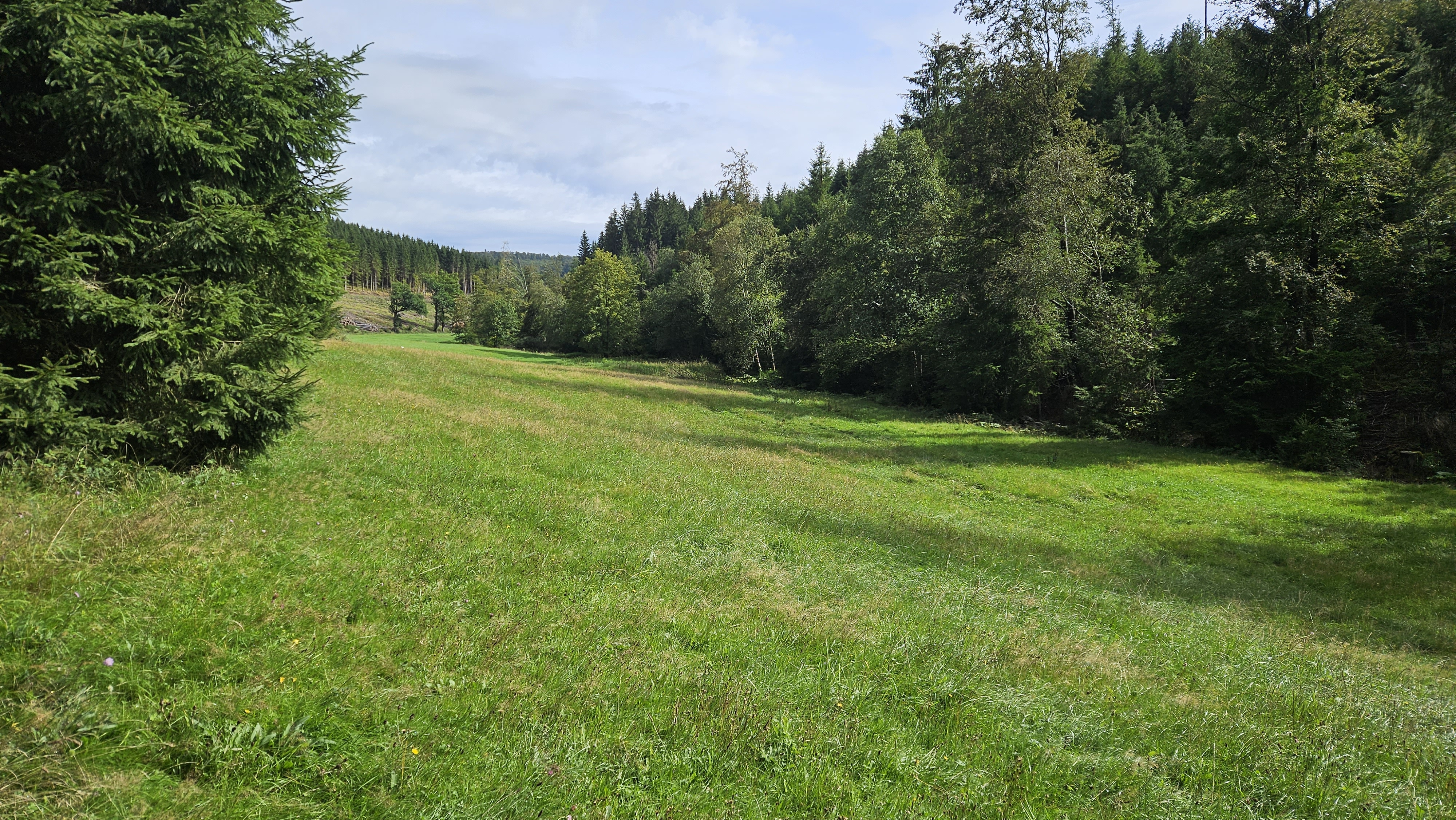
Wiese im Ostertal

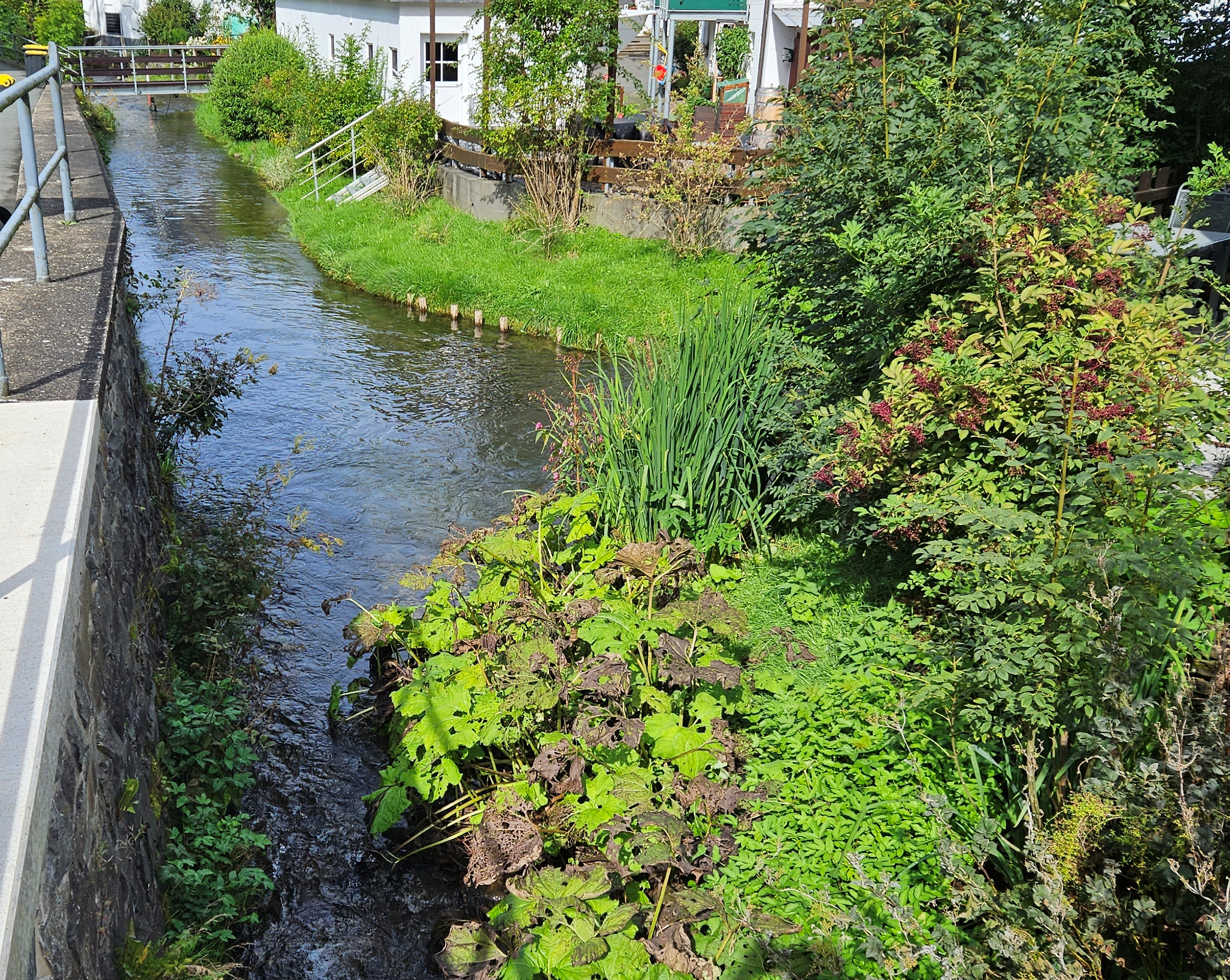
Einmündung der Oster in die Odeborn